# جورج فولرتون
جورج فولرتون (8 ديسمبر 1922 في جنوب أفريقيا - 19 نوفمبر 2002 في جنوب أفريقيا) (بالإنجليزية: George Fullerton)‏ هو لاعب كريكت جنوب أفريقي. شارك مع منتخب جنوب أفريقيا الوطني للكريكت.

## وصلات خارجية
- جورج فولرتون على موقع إي آس بي آن كريك إنفو (الإنجليزية)